# 釀魂
《釀魂》（英語：It Remains）是2023年香港懸疑驚慄片，由岑嘉彥執導，盧瀚霆、陳紫萱、朱栢康、吳肇軒、郭翠怡、姜大衛主演。
本片於2023年8月24日於香港上映。

## 劇情

### 主要角色
| 演員   | 角色           | 暱稱／關係 |
| 盧瀚霆 | 張子傑         |            |
| 陳紫萱 | 方沛晴（小睛） |            |
| 朱栢康 | 譚珈豪         |            |
| 吳肇軒 | 吳浩天         |            |
| 郭翠怡 | 陳語（神婆）   |            |

### 特別演出
| 演員   | 角色           | 暱稱／關係 |
| 姜大衛 | 方振華（華哥） |            |
| 袁澧林 | 程嘉露         |            |
| 林耀聲 | 鄧武（阿武）   |            |

## 備註
1. ↑  截至2023年12月31日

## 外部連結
- 香港影庫上《釀魂》的資料（繁體中文）
- 豆瓣电影上《釀魂》的資料 （简体中文）